# Museu d'Història de Manacor
El Museu d'Història de Manacor és un centre museístic dedicat a la història de Manacor i la comarca de Llevant situat a la Torre dels Enagistes, un antic edifici de caràcter defensiu i residencial situat a la foravila de Manacor.

## Història
El sacerdot Mossèn Joan Aguiló i Pinya va descobrir la basílica paleocristiana de Son Peretó l'any 1908 i cedí les seves troballes i els terrenys on s'ubicava la basílica a l'Ajuntament de Manacor. D'aquesta manera la col·lecció passà a estar situada a sa Torre de ses Puntes (1926). Durant la Segona República s'optà per traslladar el museu al convent dels dominics de Manacor. Acabada la Guerra Civil els mosaics i altres objectes són guardats a unes dependències parroquials fins a l'any 1951, en inaugurar-se el Museu Arqueològic Municipal de Manacor. El 1985 l'Ajuntament adquirí la Torre dels Enagistes, on, després d'importants tasques de rehabilitació hi instal·là el Museu d'Història de Manacor.

## La Torre dels Enagistes
Aquest edifici està vinculat a Pelai Uniç, al qual el comte Nunó Sanç li cedí certes propietats en el terme de Manacor en el segle xiii, just després de la conquesta. La torre és un buc d'època gòtica de dues plantes amb sageteres i merlets. Té finestres coronelles amb festejadors. En els segles XV-XVI s'hi va afegir un altre cos que presenta una finestra conopial en el pis superior

## Col·leccions
El museu no es limita a les peces ceràmiques procedents de les excavacions de jaciments prehistòrics, sinó que entra a camps considerats menors o de menys entitat. Aquest és el cas d'una col·lecció de maquinària agrícola i d'eines del camp, d'una col·lecció de calaixeres i una altra col·lecció de 1234 clixé d'una impremta de principis del segle xx i, entre d'altres, d'una important col·lecció numismàtica.

## Exposicions permanents
Entre les sales habilitades de manera permanent cal assenyalar la de Prehistòria, constituïda en bona part amb les peces procedents del jaciment de l'Hospitalet; l'espai dedicat a l'època romana; el de l'antiguitat tardana, en el qual hi destaquen els mosaics i les peces procedents de la basílica de Son Peretó; l'època medieval islàmica i la sala dedicada als mobles en miniatura. La secció etnogràfica està situada al Molí d'en Fraret.